# Черами, Пино
Джузеппе «Пино» Черами (нидерл. Pino Cerami; 28 апреля 1922, Мистербьянко, Сицилия — 20 сентября 2014, Жерпинн, Валлония) — итальянский, а после натурализации с 16 марта 1956 года бельгийский профессиональный шоссейный велогонщик в 1947—1963 годах. Бронзовый призёр Чемпионата мира по шоссейным велогонкам в групповой гонке среди профессионалов (1960). Победитель многодневной велогонки Тур Бельгии (1957); однодневных велогонок: Париж — Рубе (1960), Флеш Валонь (1960), Париж — Брюссель (1961), Брабантсе Пейл (1961).
В честь велогонщика названа шоссейная однодневная велогонка Гран-при Пино Черами, основанная в 1964 году и ежегодно проводящаяся в бельгийской провинции Эно. С 2005 года велогонка входит в календарь UCI Europe Tour под категорией 1.1.

## Достижения

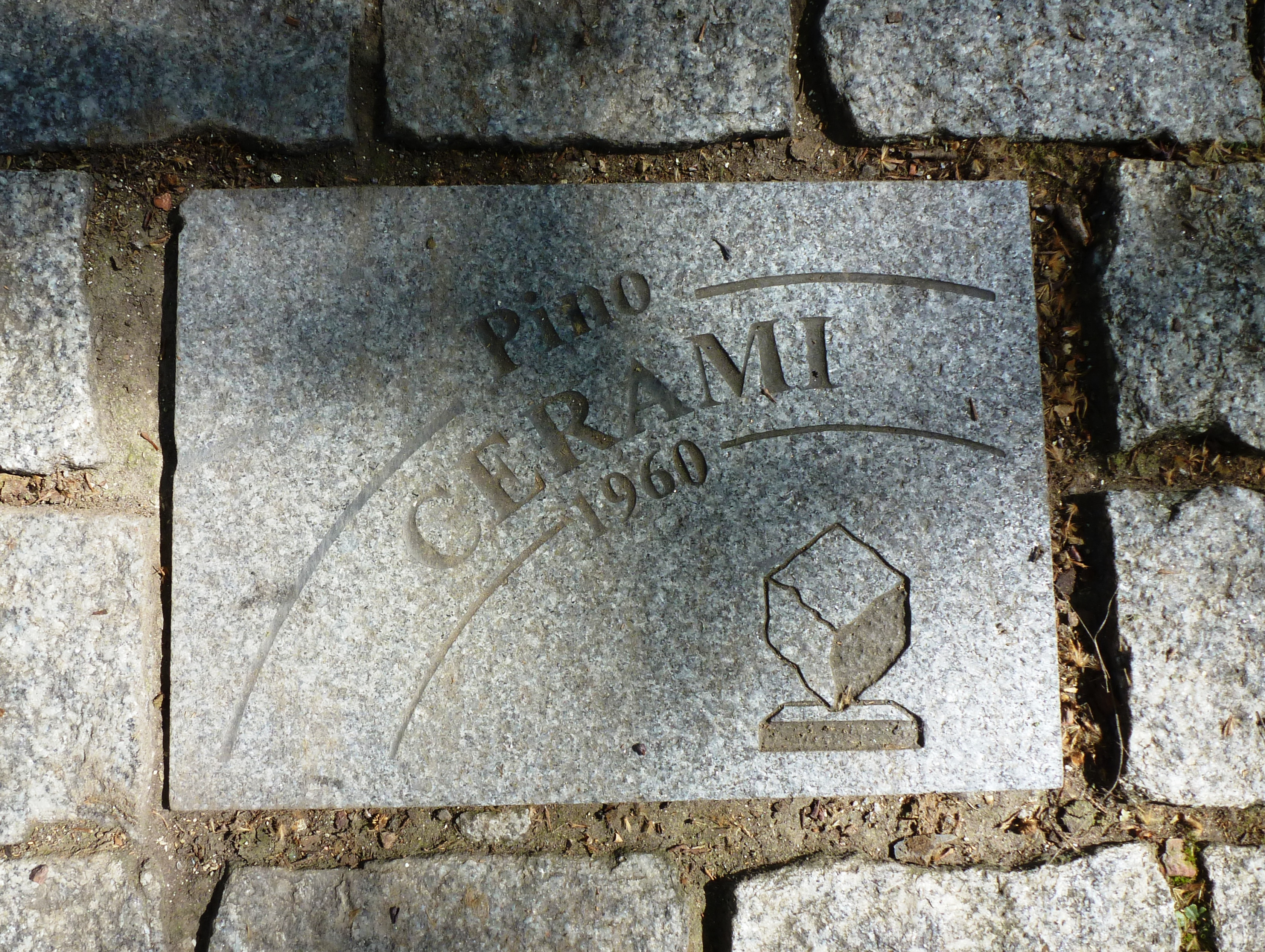
Мемориальная доска в честь победы Пионо Черами на Париж — Рубе 1960

1948
3-й Гран-при Зоттегема
7-й Джиро ди Ломбардия
8-й Критериум Дофине
9-й Флеш Валонь
1949
4-й Чемпионат Цюриха
4-й Флеш Валонь
6-й Льеж — Бастонь — Льеж
1951
1-й Tour du Doubs
7-й Критериум Дофине
 Тур Бельгии
7-й в генеральной классификации
3-й и 5-й этапы
1952
3-й Гран-при Зоттегема
4-й Тур Швейцарии
7-й Тур Бельгии
7-й Омлоп Хет Ниувсблад
9-й Гент — Вевельгем
1953
2-й Джиро ди Ломбардия
3-й Гран-при Зоттегема
3-й Тур Бельгии
10-й Тур Швейцарии
1954
12-й и 13-й этапы Тур Европы
7-й Тур Бельгии
10-й Тур Люксембурга
10-й Льеж — Бастонь — Льеж
1955
5-й этап Tour de l'Ouest
2-й Натионале Слёйтингспрейс
3-й Гран-при Зоттегема
1956
6-й Гент — Вевельгем
7-й Льеж — Бастонь — Льеж
10-й Флеш Валонь
1957
Тур Бельгии
Генеральная классификация
1-й этап
2-й Омлоп Хет Ниувсблад
2-й Нокере Курсе
7-й Париж — Брюссель
8-й Бордо — Париж
1958
1-й этап Тур Пикардии
2-й Париж — Брюссель
2-й Тур Романдии
2-й Бордо — Париж
6-й Гент — Вевельгем
6-й Джиро ди Ломбардия
7-й Омлоп Хет Ниувсблад
8-й Тур Фландрии
1959
Тур Люксембурга
3-й в генеральной классификации
3-й этап
7-й Бордо — Париж
1960
1-й Париж — Рубе
1-й Флеш Валонь
2-й Супер Престиж Перно
3-й  Чемпионат мира — Групповая гонка (проф.)
5-й Бордо — Париж
1961
1-й Париж — Брюссель
1-й Брабантсе Пейл
8-й Бордо — Париж
1962
2-й Флеш Валонь
1963
9-й этап Тур де Франс
2-й Льеж — Бастонь — Льеж
6-й Флеш Валонь
9-й Тур Бельгии

## Статистика выступлений

### Гранд-туры
| Гранд-тур                 | 1949 | 1950 | 1951 | 1952 | 1953 | 1954 | 1955 | 1956 | 1957 | 1958 | 1959 | 1960 | 1961 | 1962 | 1963 |
| ------------------------- | ---- | ---- | ---- | ---- | ---- | ---- | ---- | ---- | ---- | ---- | ---- | ---- | ---- | ---- | ---- |
| Джиро д’Италия            | 24   | —    | —    | —    | —    | —    | —    | НФ   | —    | —    | —    | —    | —    | —    | —    |
| Тур де Франс              | НФ   | —    | —    | —    | —    | —    | —    | —    | 35   | НФ   | —    | —    | —    | 81   | НФ   |
| (c 2010 ) Вуэльта Испании | НП   | —    | НП   | НП   | НП   | НП   | —    | —    | —    | —    | —    | —    | —    | —    | —    |

| —  | Не участвовал               |
| НП | Соревнование не проводилось |
| НФ | Не финишировал              |

## Рейтинги
| Год                 | 1960 |
| ------------------- | ---- |
| Супер Престиж Перно | 2-й  |
|                     |      |
| Источник: UCI       |      |

## Награды
- Кавалер ордена «За заслуги перед Итальянской Республикой» (2 июня 2007 года, Италия)[5]
- Офицер «За заслуги перед Валлонией» (2014 год, Валлония, Бельгия)[6]